# 米尔内市镇 (顿涅茨克州)
米尔内市镇（烏克蘭語：Мирненська селищна громада）是乌克兰顿涅茨克州沃尔诺瓦哈区的一个市镇，行政中心为米尔内。市镇面积为415.6平方公里，人口数量为11,845人（2020年）。

## 居民点
该市镇包括15个居民点：2个市级镇、9个村庄和4个村居民点。